# Quadrangle de Thetis Regio
Le quadrangle de Thetis Regio (littéralement :  quadrangle de la région de Thétis), aussi identifié par le code USGS V-36, est une région cartographique en quadrangle sur Vénus. Elle est définie par des latitudes comprises entre 0° et 25° S et des longitudes comprises entre 120° et 150° E,. Il tire son nom de la région de Thétis.